# NATO Cooperative Cyber Defence Centre of Excellence
Das NATO Cooperative Cyber Defence Centre of Excellence (NATO CCD COE) ist eines der Centre of Excellence der NATO mit Sitz in Tallinn in Estland. Das Zentrum wurde am 14. Mai 2008 gegründet, es erhielt die volle Akkreditierung durch die NATO und erlangte am 28. Oktober 2008 den Status einer internationalen militärischen Organisation. Das NATO Cooperative Cyber Defence Centre of Excellence ist eine internationale militärische Organisation mit der Aufgabe, die Fähigkeiten, die Zusammenarbeit und den Informationsaustausch zwischen der NATO, ihren Mitgliedsstaaten und Partnern im Bereich der Cyberverteidigung durch Ausbildung, Forschung und Entwicklung, Erfahrungsaustausch und Konsultation zu verbessern.
Von allen NATO-Staaten nimmt am Zentrum derzeit nur Nordmazedonien nicht teil. Zudem nehmen die Nicht-NATO-Mitglieder Österreich, Südkorea, Schweden, die Schweiz, Japan, Irland, die Ukraine und Australien teil.

## Auftrag
Das Cyberverteidigungszentrum in Tallinn ist eines von 21 akkreditierten Centres of Excellence (COEs) für die Ausbildung zu technisch anspruchsvollen Aspekten von NATO-Operationen. Diese Zentren sind eng mit der Allied Command Transformation verknüpft und fördern die von der Allianz beschlossenen Transformationsziele.
Die Hauptaufgaben der Einrichtung sind:
- die Interoperabilität der Cyberverteidigung im Umfeld der NATO Network Enabled Capability (NNEC) zu verbessern,
- die Entwicklung von Doktrinen und Konzepten und deren Validierung zu gestalten,
- Verbesserung der Ausbildung, des Bewusstseins und der Schulung im Bereich Informationssicherheit und Cyberverteidigung,
- Unterstützung der Cyberverteidigung bei Experimenten (auch vor Ort) für Experimente
- Analyse der rechtlichen Aspekte der Cyberverteidigung.

Das Zentrum hat auch andere Zuständigkeiten, darunter folgende:
- Beitrag zur Entwicklung von Praktiken und Standards des Cyber Defence Centers mit NATO, PfP, NATO-Kandidaten und Nicht-NATO-Staaten,
- Beitrag zur Entwicklung der NATO-Sicherheitspolitik in Bezug auf die Cyberverteidigung seine Definition des Umfangs und der Verantwortung des Militärs in der Cyberverteidigung,
- die Durchführung von auf Cyberverteidigung ausgerichteten Schulungen, Sensibilisierungskampagnen, Workshops und Kursen,
- die Entwicklung und Durchführung von Übungen mit dem Schwerpunkt Cyberverteidigung und die Fähigkeit, Cyber-Defence-Übungen zu unterstützen,
- Unterstützung von Unternehmen im Bereich Cyber Defence für die NATO und ihre Fähigkeit, Cyberverteidigung zu testen und zu validieren.

Das NATO CCD COE wird durch weitere Kompetenzzentren der NATO gegen hybride Bedrohungen unterstützt, wie das European Centre of Excellence for Countering Hybrid Threats in Helsinki, das NATO Strategic Communication Center of Excellence in Riga oder das NATO Energy Security Centre of Excellence in Vilnius.

## Gliederung
An der Spitze des Kompetenzzentrums steht der Direktor, der stellvertretende Direktor, der Chef des Stabes und die Leitungsunterstützung. Darüber befindet sich der Lenkungsausschuss mit seinem Vorsitzenden. Darunter gliedert sich das Zentrum in sechs Bereiche:
- Technologie
- Strategie
- Operationen
- Recht
- Ausbildung und Übung
- Unterstützung

## Geschichte
Im Jahr 2003, noch vor dem offiziellen Beitritt des Landes zur NATO, schlug Estland die Einrichtung eines Exzellenzzentrums vor. Der Gipfel von Riga 2006 zählte mögliche Cyberangriffe zu den asymmetrischen Bedrohungen der gemeinsamen Sicherheit und erkannte die Notwendigkeit von Programmen zum langfristigen Schutz von Informationssystemen an. Die Cyberangriffe auf Estland 2007 machten zum ersten Mal die potenzielle Verwundbarkeit aller NATO-Staaten, ihrer Institutionen und Gesellschaften und der NATO selbst durch eine Störung oder ein Eindringen in ihre Informations- und Kommunikationssysteme deutlich.
Die Vorschläge Estlands für ein NATO-Cyber-Exzellenzzentrum wurden vom Generalsekretär der Allianz, Jaap de Hoop Scheffer, nachdrücklich unterstützt. Die NATO schloss im April 2007 eine Bewertung der Situation ab, teilweise im Lichte der Erfahrungen Estlands, und verabschiedete im Januar 2008 eine NATO-Politik zur Cyberverteidigung. Im Kommuniqué des NATO-Gipfels in Bukarest im April wurde die Bereitschaft der NATO verkündet, „eine Fähigkeit bereitzustellen, um verbündete Nationen auf Anfrage bei der Abwehr eines Cyberangriffs zu unterstützen“.